# Ampeg AMG1

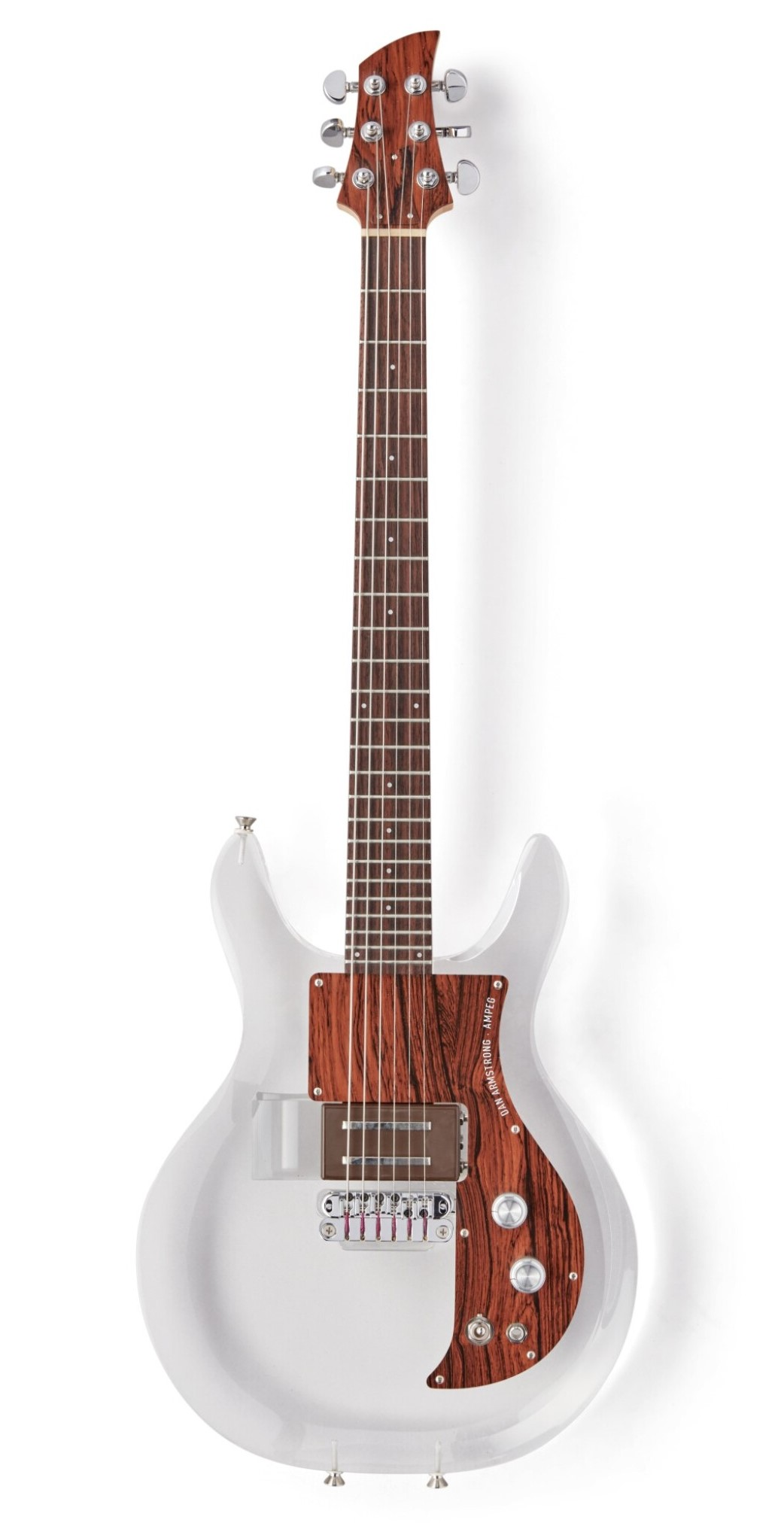
Guitare électrique en acrylique réalisée par Dan Armstrong et Ampeg en 1969 puis en 1998

L’Ampeg AMG1 est un modèle méconnu de guitare électrique produit par la marque américaine Ampeg. Elle fut produite au Japon de 1998 à 2002. Il s'agit d'une réédition en bois de la célèbre guitare électrique en acrylique réalisée par Dan Armstrong et Ampeg.

## Historique et origines
Source
La société Ampeg, reconnue depuis ses débuts en 1946 pour ses amplificateurs de basse emblématiques qui ont façonné le son de nombreux musiciens, s'associe en 1968 avec Dan Armstrong, un luthier, réparateur de guitare et musicien de studio de Greenwich Village à New York, pour réaliser et commercialiser un modèle de guitare électrique révolutionnaire en acrylique transparent.
En 1969, les guitares et basses de Dan Armstrong et Ampeg sont présentées au public et reçoivent des critiques élogieuses de la part de joueurs de tous styles. Avec un corps en acrylique transparent, des micros interchangeables et une articulation de manche unique permettant un accès complet aux 24 frettes, le design ergonomique des guitares nommées "Lucite", "Transparent" ou "See-Through" offrait une expérience de jeu incroyable pour le guitariste ou le bassiste à la recherche de quelque chose de vraiment différent dans l'univers des instruments électroniques.
En 1998, Ampeg et Dan Armstrong, avec de nombreuses années d'expérience combinées dans la technologie des guitares électriques et des amplificateurs, décident de rééditer ce qu’ils pensent être les guitares (ADAG1) et basses électriques (ADAB1) les plus uniques et les plus intuitives jamais conçues.
Peu de temps après avoir présenté la réédition de ces guitares et basses en acrylique transparent avec Dan Armstrong, Ampeg souhaitant explorer d’autres idées et possédant les droits sur l'instrument hormis le nom, décida de commercialiser une gamme d'instruments inspirés de ces modèles, mais en remplaçant les corps en acrylique par des corps en bois.
Le modèle de guitare connu sous le nom d'instrument Ampeg AMG1 était né. Comme les modèles en acrylique réédités, ces guitares entièrement en bois ont été fabriquées au Japon et incorporaient l’apparence et les lignes du modèle inventé par Dan Armstrong.

## Description
Il s’agit d’une guitare à 6 cordes à corps plein (solid body).

### Corps
La base du corps est en acajou massif, le dessus du corps est en érable de première qualité (Triple A) et au motif matelassé, la forme du corps présente une double découpe (double cutaway) et est protégée par un Pickguard noir (en 3 feuilles) avec l’inscription «Ampeg».
Le combo cordier/chevalet chromé de la marque Wilkinson est calqué sur la combinaison cordier/chevalet enveloppant de la marque Gibson mais le modèle de Wilkinson présente une amélioration importante puisqu'une partie du pont est réglable. En desserrant une vis à tête Allen, la zone du pont pour les cordes G (Sol) et B (Si) peut être glissée vers l'avant ou vers l'arrière pour permettre d'ajuster l'intonation sur ces deux cordes clés.
La guitare fut déclinée en différentes couleurs de finition Sunburst et Transparent : 
- Ambre "Amber Burst" (sous la réf. AMG1AB),
- Violet "Purple Burst" (sous la réf. AMG1PB),
- Rouge "Black Cherry" (sous la réf. AMG1BC)
- Noir "Transparent Black" (sous la réf. AMG1PBK).

Petite fantaisie par rapport aux autres guitares du marché, le corps de la guitare dispose de deux attaches sangles à son extrémité basse permettant de choisir la hauteur de jeu mais aussi et surtout de pouvoir poser la guitare au sol, à la verticale, contre un support.

### Manche
La longueur du manche est de 24,75 pouces soit 62,87 cm. Le manche est extrêmement fin, il est en érable Nord-Américain et est relié au corps à l'aide de l'articulation unique du manche de Dan Armstrong qui permet un accès complet aux 22 frettes dégagées du corps. Cette articulation du manche est unique dans sa conception car elle passe sous le premier micro qui se trouve ainsi au plus près du manche. Les touches en palissandre sont incrustées des 22 frettes et de repères nickel/argentés.
La tête du manche est assortie à la couleur du corps avec le logo Ampeg réalisé en nacre.
Les mécaniques d’accordage qui y sont fixées sont des Grover Rotomatics (disposées par trois de chaque côté).

### Contrôles
La Commande du sélecteur de micro est positionnée juste au-dessus de la sortie Jack. Il dispose de 3 positions (micro avant, les deux micros ou micro chevalet). Il y a un potard de tonalité et un potard pour le volume. Ces derniers sont en métal, identique au modèle Dan Armstrong.

### Électronique
Côté électronique, l’Ampeg AMG1 dispose de deux micros Seymour Duncan P-90, il s’agit de recréations fidèles des «Soapbar» Gibson de 1946.
Les micros ont été mesurés à 7,83 K Ohms pour le manche et 9,45 K Ohms pour le micro chevalet.

## Valeur marchande
Le prix public conseillé d'une guitare Ampeg AMG1 en l'an 2000 était de 1 099,00 $.
Il était possible d'acheter, en option, un étui de transport rigide spécialement conçu pour l'Ampeg AMG1 par TKL aux États-Unis pour environ 250 $.

## Galerie

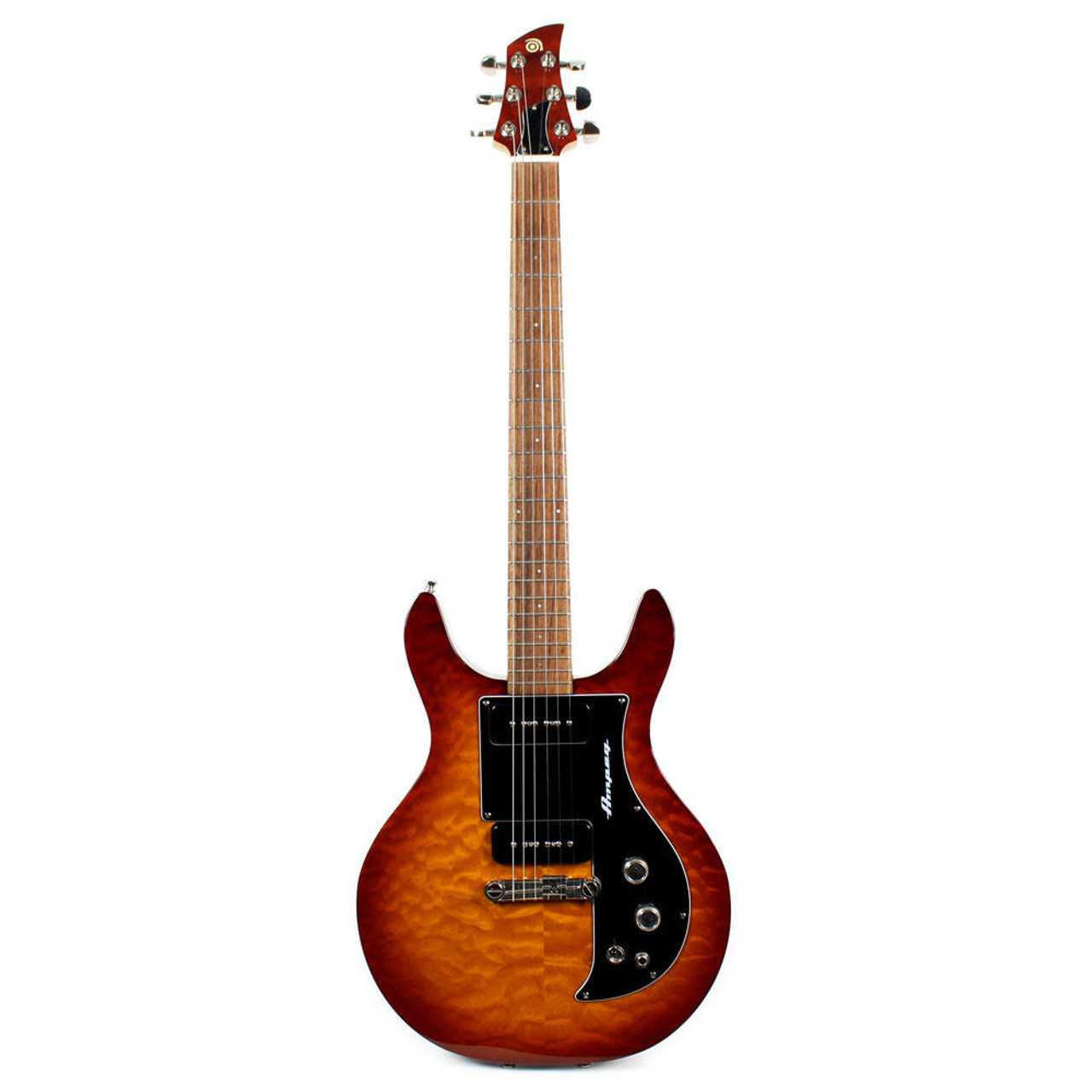
Ampeg AMG1 "Amber Burst" complète de face
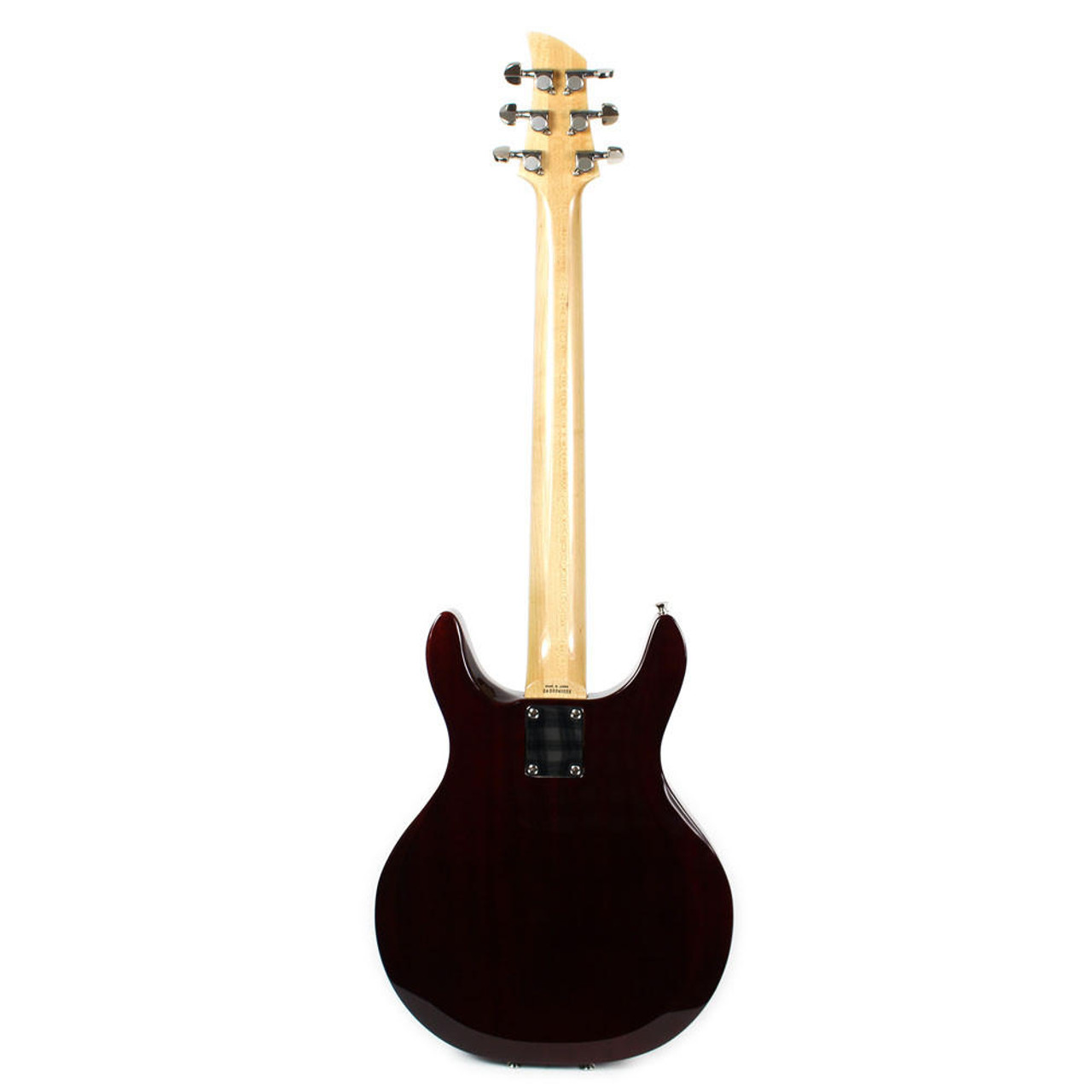
Ampeg AMG1 "Amber Burst" complète de dos
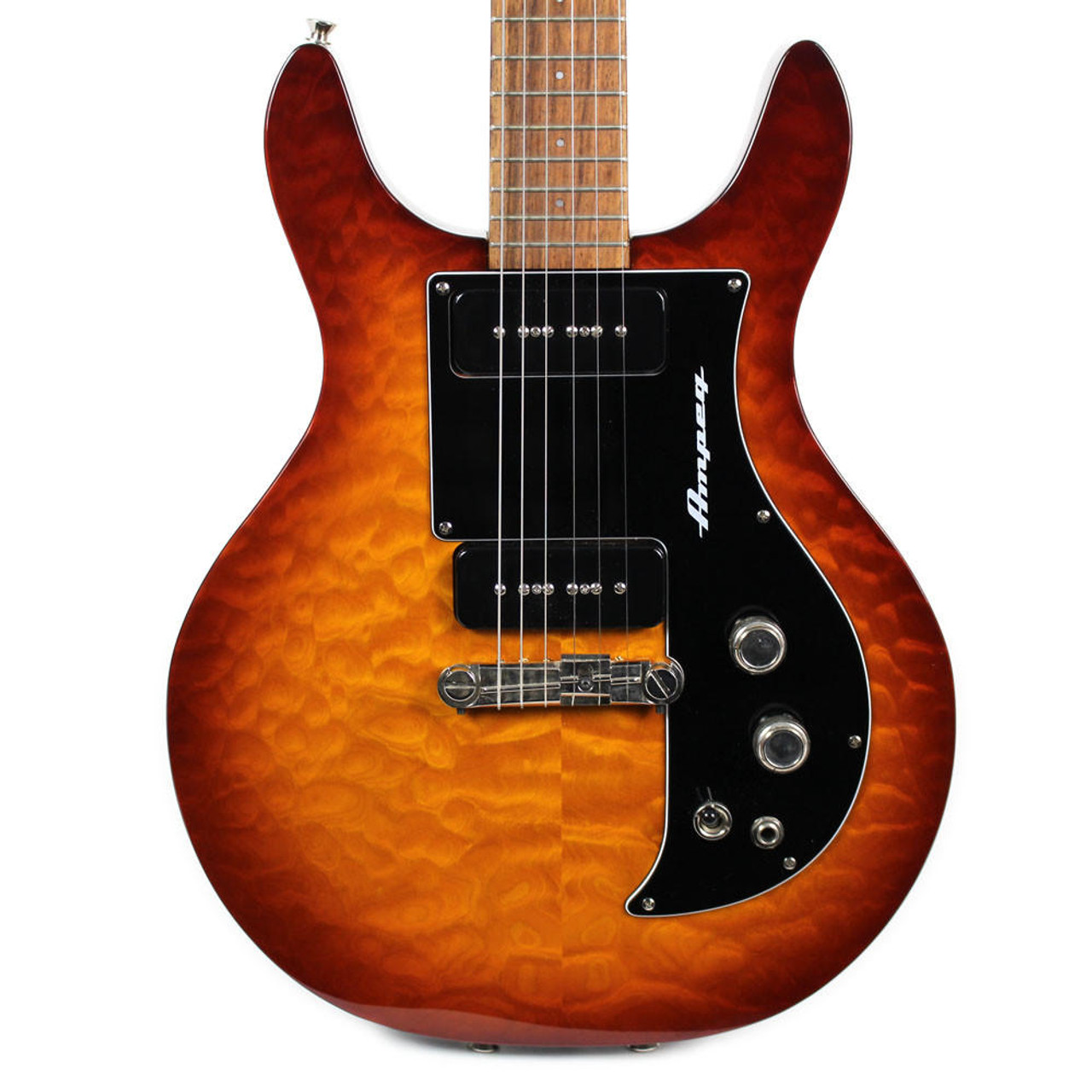
Ampeg AMG1 "Amber Burst" le corps de face
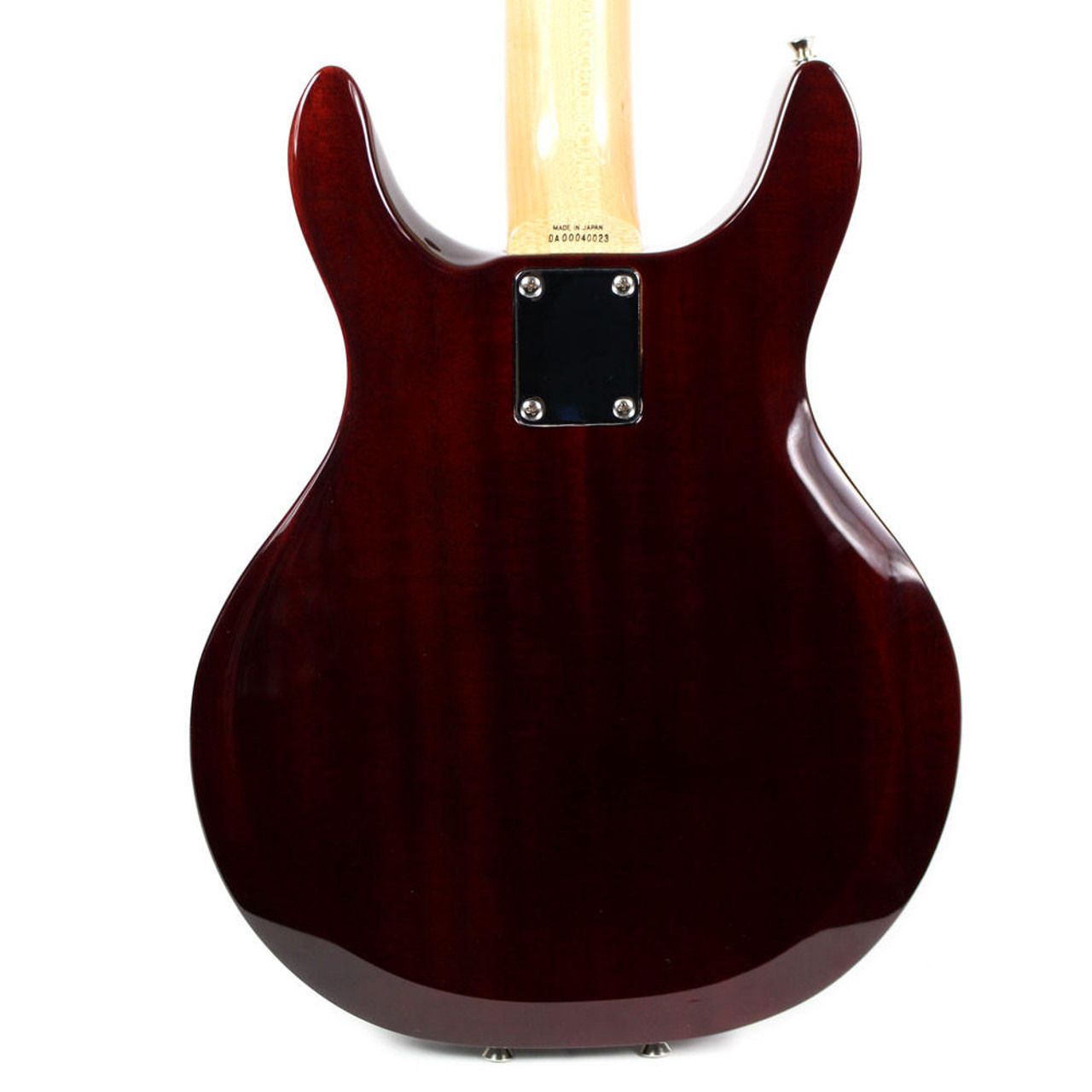
Ampeg AMG1 "Amber Burst" le corps de dos
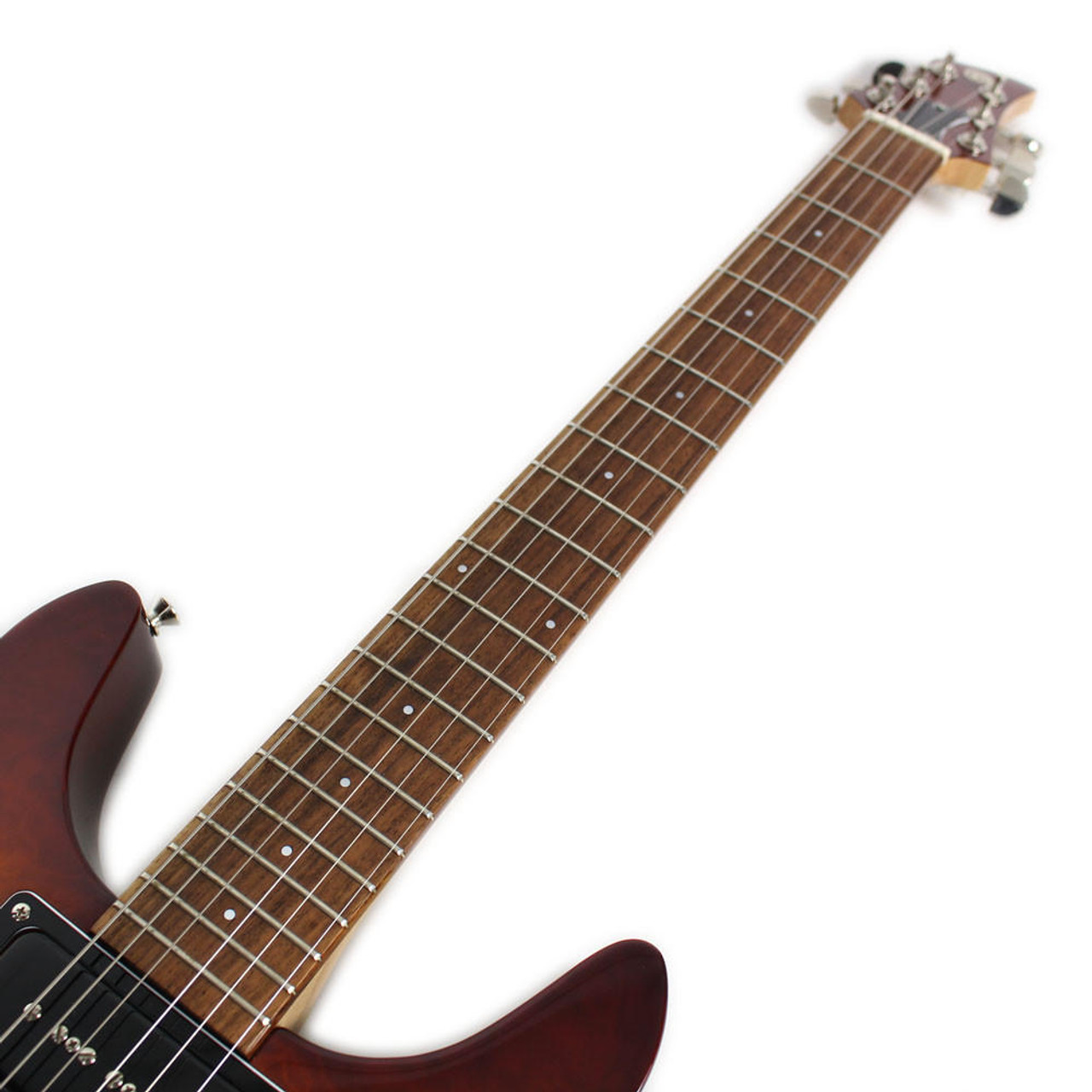
Ampeg AMG1 "Amber Burst" le manche
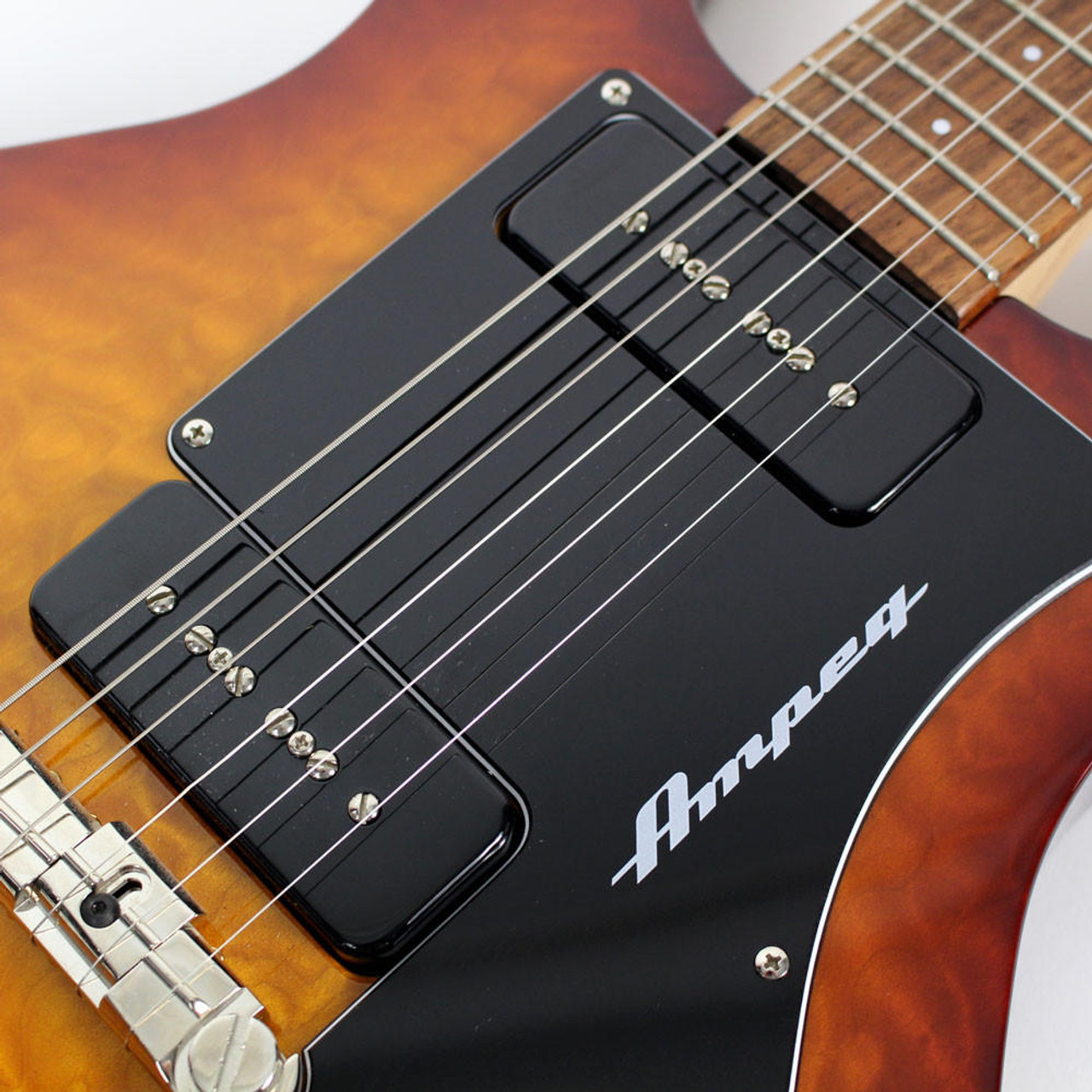
Ampeg AMG1 "Amber Burst" le pickguard et les micros
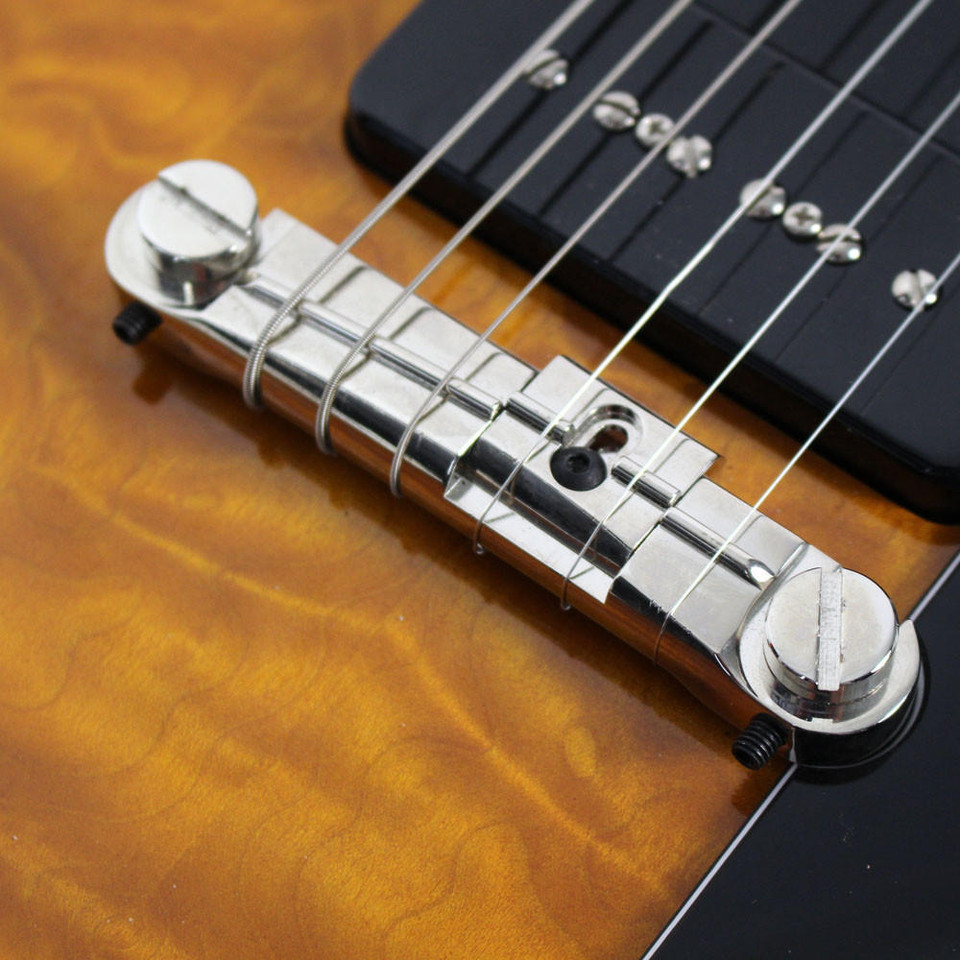
Ampeg AMG1 "Amber Burst" le cordier/chevalet
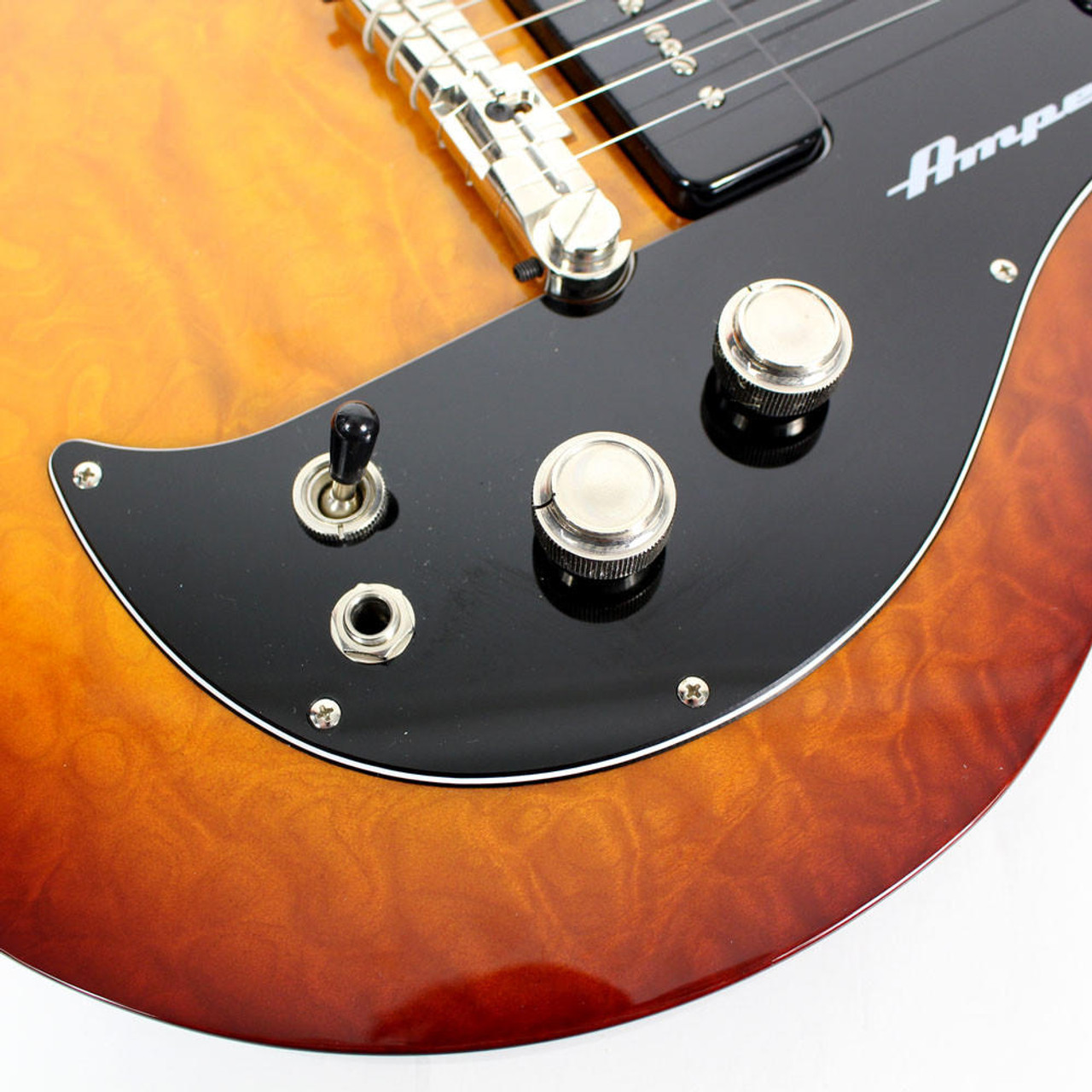
Ampeg AMG1 "Amber Burst" les potards de contrôle
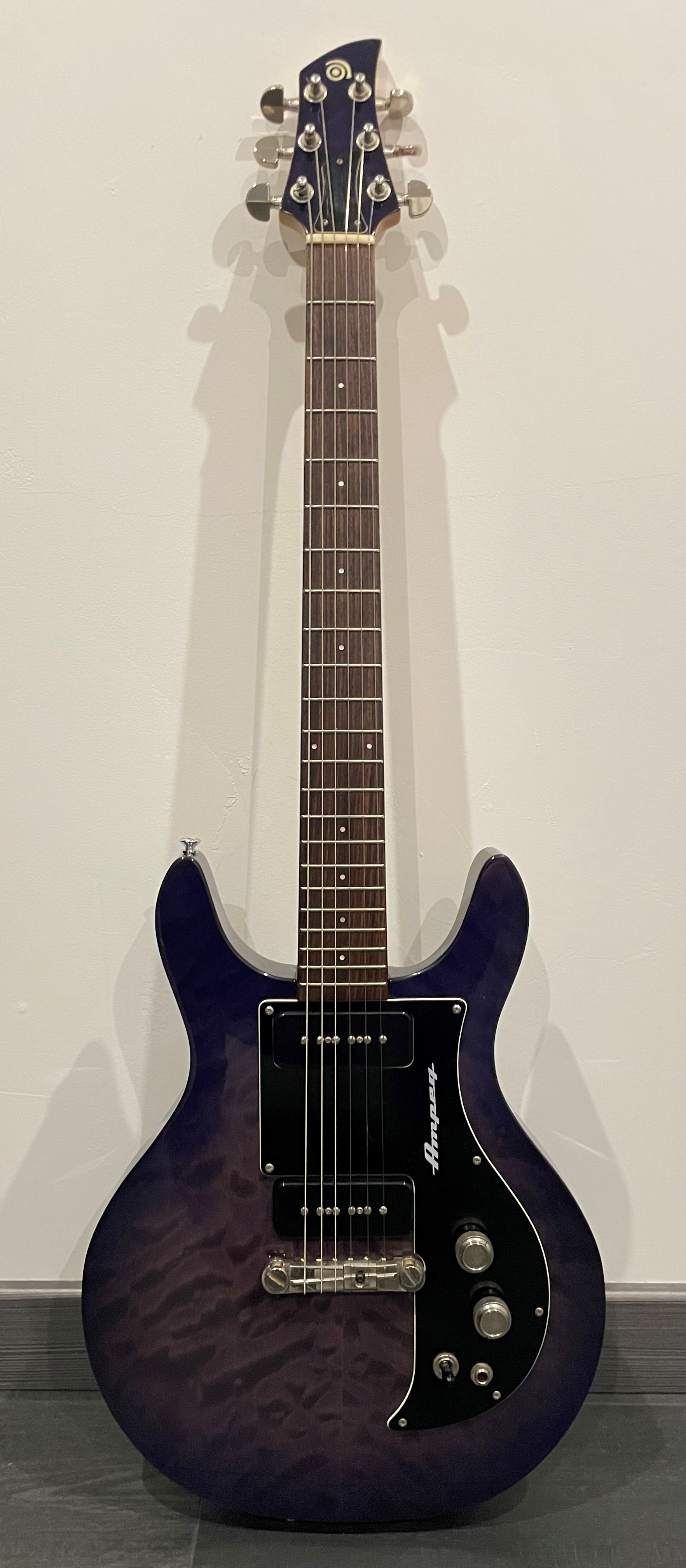
Guitare électrique Ampeg AMG1 "Purple Burst"
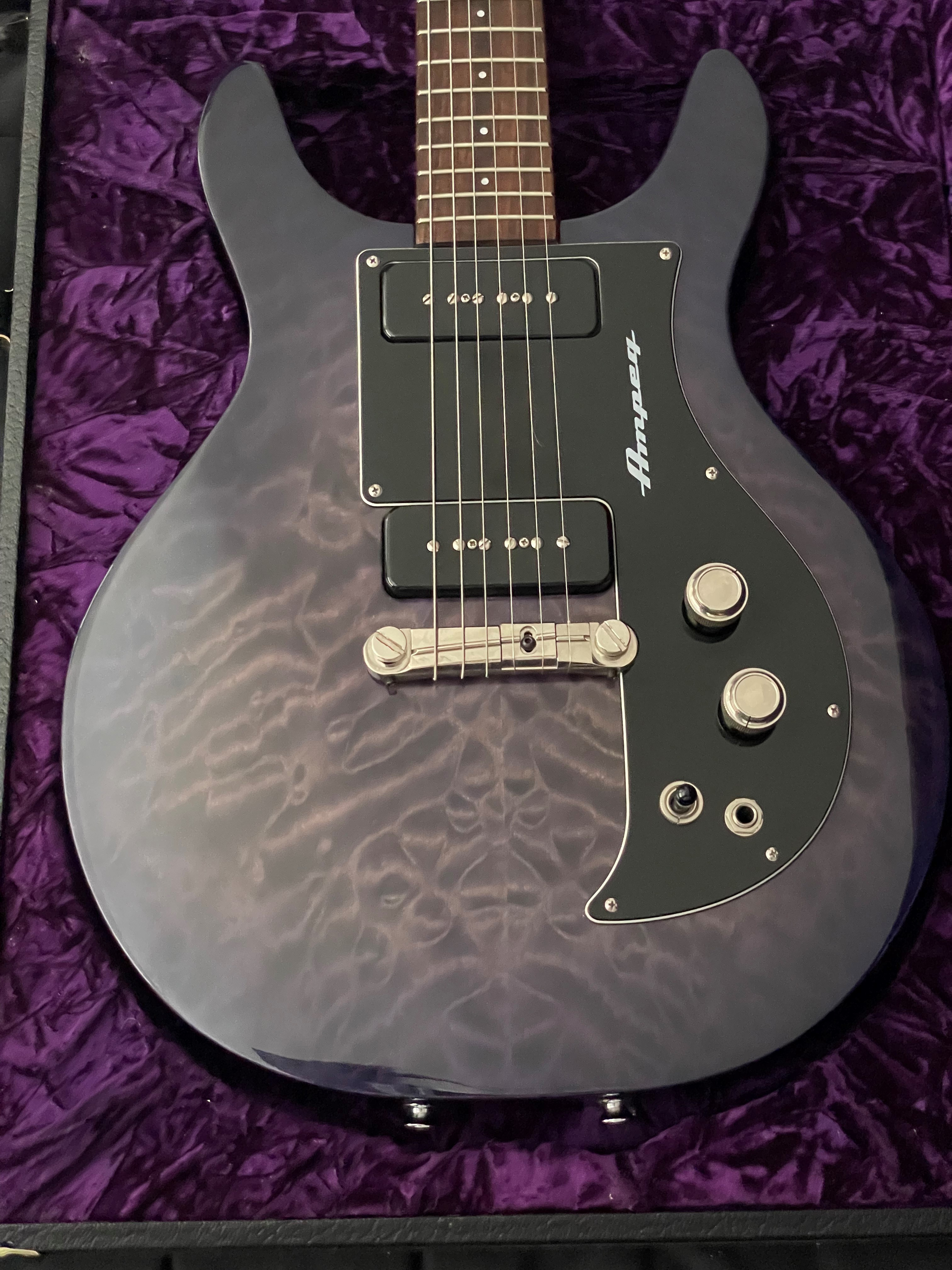
Guitare électrique Ampeg AMG1 "Purple Burst" dans son étui TKL
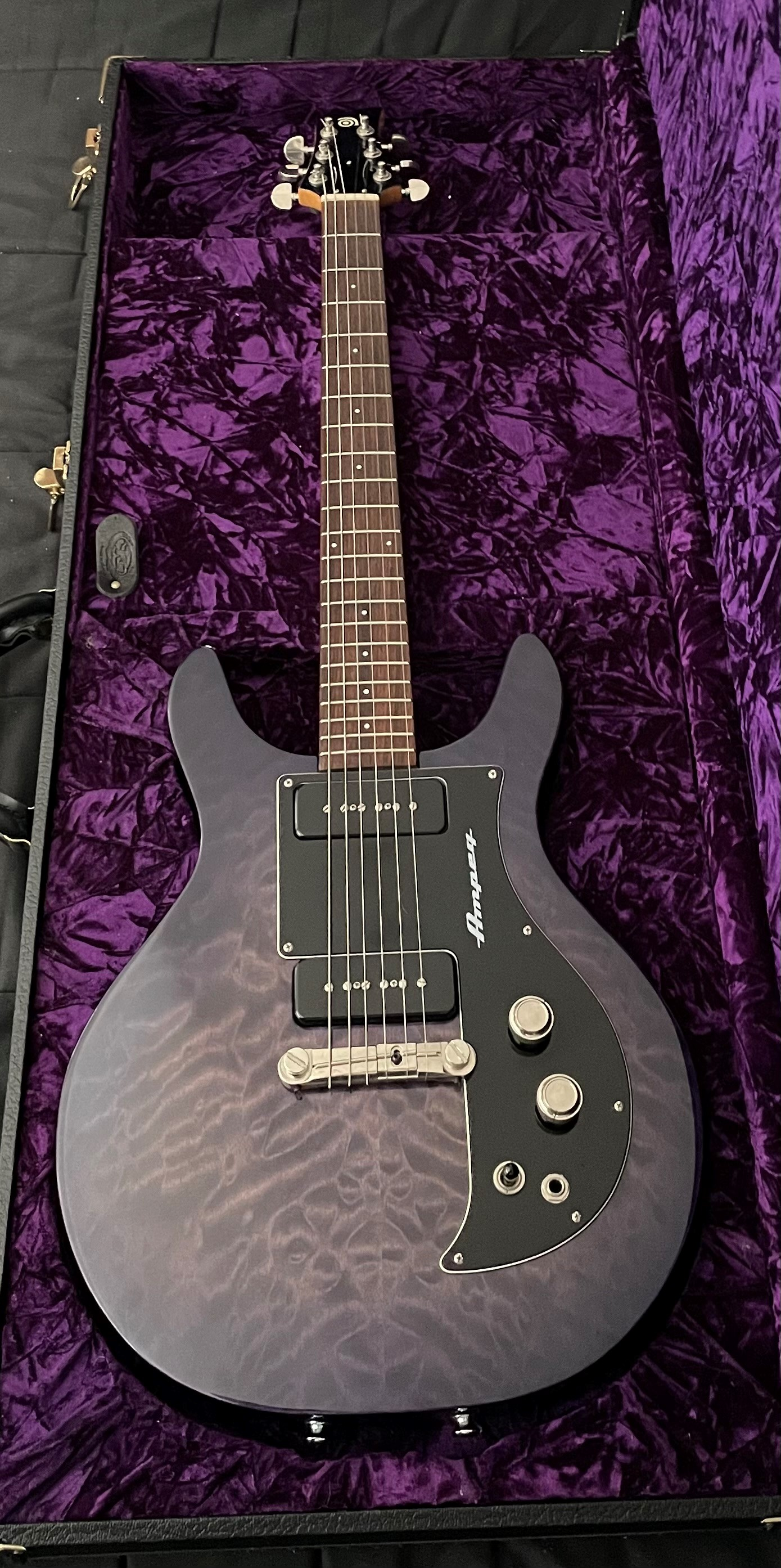
Guitare électrique Ampeg AMG1 "Purple Burst" dans son étui TKL
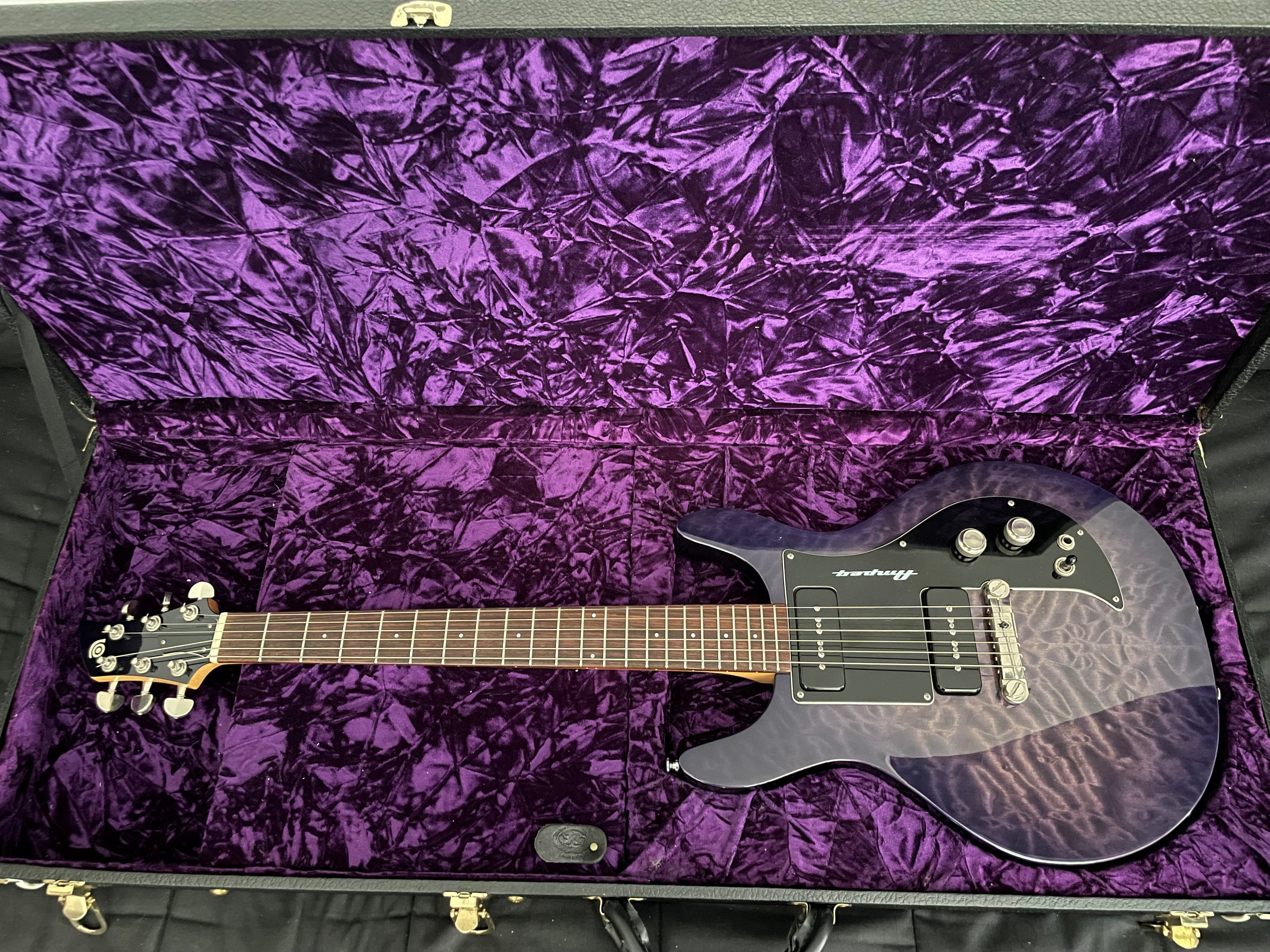
Guitare électrique Ampeg AMG1 "Purple Burst" dans son étui TKL